# Delphine Cascarino
Delphine Cascarino (Saint-Priest, 5 de febrer de 1997) és una futbolista professional francesa que juga com a lateral o davantera al club Olympique Lyonnais de la Division 1 Féminine i a la selecció francesa.

## Carrera del club
Cascarino va començar a jugar a futbol amb els seus equips juvenils locals de l'AS St. Priest i l'ASAS Manissieux St Priest abans d'unir-se a l'Olympique Lyonnais el 2009. Va fer el seu debut sènior amb el Lió a la Division 1 Fémenine la temporada 2014-15. Va ser recompensada amb el seu primer contracte professional el 2015. El gener de 2017, la seva temporada es va acabar abans d'hora a causa d'una lesió al genoll. Ha guanyat sis títols de la Lliga de Campions i vuit de la Divisió 1 amb l'Olympic Lyonnais.
El 25 de maig de 2023, Lyon va dir que seria baixa durant "uns quants mesos" després de trencar-se un lligament creuat anterior. Va reaparèixer el 28 de gener de 2024 després de 252 dies.
El 2012, Cascarino va ser seleccionada per jugar a la selecció de futbol femenina sub-17 de França, on va formar part de la seva campanya guanyadora de la Copa Mundial Femenina Sub-17 de la FIFA 2012. La seva capitana Sandie Toletti ha dit de Cascarino: "És un gran descobriment, sabent que no va formar part de l'últim campionat d'Europa. Ja és una gran jugadora, malgrat la seva curta edat". El 2016, Cascarino va fer el seu debut sènior amb França contra la selecció femenina de futbol d'Anglaterra.

## Vida personal
Cascarino és la germana bessona d'Estelle Cascarino, també jugadora de futbol, que va jugar al costat de la seva germana al Lió abans de traslladar-se al Paris FC el 2016. No estan relacionats amb Tony Cascarino, tot i que sovint se'ls pregunta si ho són: "Sovint em pregunten si sóc de la seva família, no és el cas... Sé que va jugar destacadament al Nancy i que ell és irlandès. Jo, no sóc gens irlandesa! (rialles)" El seu pare és italià i la seva mare és de Guadalupe.

## Honors
Olympique Lyonnais
- Trophée des Champions: 2019 i 2022 (2)
- Divisió 1 Femenina: 2014-2015, 2015–16, 2016–17, 2017–18, 2018–19, 2019–20, 2021-22, 2022-23 (8)
- Copa de França: 2015, 2016, 2017, 2018, 2019, 2020, 2022, 2023 (8)
- Lliga de Campions femenina de la UEFA: 2015–16, 2016–17, 2017–18, 2018–19, 2019–20, 2021-22 (6)

Individual
- FIFA FIFPro Women's World11: 2020[15]
- Equip mundial femení IFFHS: 2020[16]
- Jugadora del partit de la final de la Lliga de Campions femenina de la UEFA 2020